# باول دبليو. إيري
باول دبليو. إيري (بالإنجليزية: Paul W. Airey)‏ هو عسكري أمريكي، ولد في 13 ديسمبر 1923 في كوينسي في الولايات المتحدة، وتوفي في 11 مارس 2009 في بنما سيتي في الولايات المتحدة.